# Culpepper Island
Culpepper Island är en ö i Barbados. Den ligger i parishen Saint Philip, i den östra delen av landet.
Ön skapades ursprungligen av koraller.